# Zingiber matutumense
Zingiber matutumense là một loài thực vật có hoa trong họ Gừng. Loài này được John Donald Mood và Ida Theilade mô tả khoa học đầu tiên năm 2001.

## Mẫu định danh
Mẫu định danh: Hepton T. W83P754 thu thập năm 1982 ở cao độ 830 m, tọa độ 6°22′0″B 125°5′0″Đ / 6,36667°B 125,08333°Đ, núi Matumum, phía trên Bario Pollo, tỉnh Nam Cotabato, Philippines. Holotype lưu giữ tại Đại học Aarhus, Đan Mạch (AAU).

## Từ nguyên
Tính từ định danh matutumense lấy theo tên núi Matumum, nơi mẫu điển hình được thu thập.

## Phân bố
Loài này có tại miền nam đảo Mindanao, trong tỉnh Nam Cotabato, Philippines.